# メラニー・マーガリス
メラニー・アン・マーガリス（Melanie Ann Margalis, 1991年12月30日 - ）、結婚後はメラニー・アン・マーガリス＝フィンク（Melanie Ann Margalis-Fink）は、アメリカ合衆国・フロリダ州クリアウォーター出身の女子競泳選手。メイン種目の個人メドレーのほか、自由形と平泳ぎでも活躍した。オリンピックで1つの金メダル、世界選手権で2つの金を含む3つのメダルを獲得したが、これらは全てリレー種目であり、個人種目ではオリンピックで4位が1回、世界選手権で4位が2回とメダルにはあと一歩届かなかった。その一方で世界短水路選手権では4つの個人メダルを含む7つのメダルを獲得するなど短水路に強く、100m・200m・400mの個人メドレーで短水路アメリカ記録を樹立した。兄のロバート・マーガリス、夫のニック・フィンクも競泳選手。

## 経歴

### 生い立ち
両親のボブとキャリンの下に生まれ、3人兄妹の末っ子として育った。優秀な競泳選手だった10歳年上の兄ロバート、8歳年上の姉ステファニーに続き、10歳の時にセントピーターズバーグ・アクアティクス(Saint Petersburg Aquatics)で水泳を始めた。

### 高校・大学での活躍
カントリーサイド高校(Countryside High School)時代には200y個人メドレーで3度、500y自由形と4×50yフリーリレーでそれぞれ1度のフロリダ州チャンピオンに輝き、200y個人メドレーでは州記録保持者にもなった。高校卒業後は兄の母校でもあるジョージア大学に進学すると、4年間でNCAAチャンピオンに1度、SECチャンピオンに6度輝き、オール・アメリカに17度選出されたほか、チームメイトと共に4×100yフリーリレーと4×200yフリーリレーで短水路アメリカ記録を樹立した。また、大学在籍中には初めて主要国際大会を経験し、2012年世界短水路選手権で決勝進出、2013年ユニバーシアードでは2つのメダルを獲得した。ジョージア大学を2014年に卒業し、家政学とファッションマーチャンダイジングの理学士号を取得した。

### 2016年全米オリンピック選考会
2016年6-7月、オマハで開催された全米オリンピック選考会に出場。200m自由形、100m・200m平泳ぎ、200m個人メドレーと出場した4種目で全てで決勝に進出し（100m平泳ぎは決勝を棄権）、200m自由形で6位、200m個人メドレーで2位（1位と0秒57差）、200m平泳ぎで5位に入り、200m個人メドレーと4×200mフリーリレーでリオデジャネイロオリンピックアメリカ代表入りを果たした。

### 2016年オリンピック
2016年8月、リオデジャネイロで開催されたオリンピックに出場。オリンピック初出場ながら200m個人メドレーの決勝に進出するも、ホッスー・カティンカ（2分06秒58＝オリンピック新記録）、シボーン＝マリー・オコナー（2分06秒88）、マヤ・ディラード（2分08秒79）に次ぐ4位に終わり、0秒42差でメダルを逃した。4×200mフリーリレーでは予選で第3泳を務め、全体1位での決勝進出に貢献した。決勝での出番はなかったが、アメリカは金メダルを獲得したため予選を泳いだマーガリスもメダルを手にした。

### 2017年世界選手権
2017年7月、ブダペストで開催された世界選手権に出場。200m個人メドレーで2大会連続の決勝に進出すると、決勝は150m地点を3位で折り返すも残りの50mで順位を落とし、ホッスー・カティンカ（2分07秒00）、大橋悠依（2分07秒91）、マディシン・コックス（2分09秒71）に次ぐ4位に終わり、メダルには0秒11届かなかった。4×200mフリーリレーでは決勝で第3泳を務めると（予選は第1泳）、1分56秒48で泳ぎ1位をキープしたまま第4泳へ引き継いだ。第1泳リア・スミス（1分55秒97）、第2泳マロリー・コマーフォード（1分56秒92）、第4泳ケイティ・レデッキー（1分54秒02）のアメリカは7分43秒39でフィニッシュし、2位の中国に1秒57差で勝利し金メダルを獲得した。

### 2018年パンパシフィック選手権
2018年8月、東京で開催されたパンパシフィック選手権に出場。400m個人メドレー決勝ではバタフライと背泳ぎを終えた時点で6位につけていたが、得意の平泳ぎで3位まで順位を上げ、最後の自由形で清水咲子を追い抜きフィニッシュ。優勝した大橋悠依（4分33秒77）には1秒83及ばなかったものの清水咲子を0秒67抑えて2位に入り、長水路のシニア主要国際大会において自身初の個人メダルとなる銀メダルを獲得した。

### 2018年ワールドカップ
2018年10月、ブダペストで開催されたワールドカップ・第4戦に出場。200m個人メドレーにおいて、ケイトリン・レベレンズの持つ短水路アメリカ記録（2分04秒91、2011年）を塗り替える2分04秒65をマークした。なお、この種目のアメリカ最速記録はジュリア・スミットが高速水着を着用して2009年12月のデュエル・イン・ザ・プール(Duel in the Pool)でマークした2分04秒60だが、この記録はアメリカ記録として公認されていない。

### 2018年世界短水路選手権
2018年12月、杭州で開催された世界短水路選手権に出場し4つのメダルを獲得する活躍を見せた。100m個人メドレーではメダルに0秒21届かず4位に終わったが、200mと400m個人メドレーではホッスー・カティンカにそれぞれ1秒37と4秒44及ばなかったものの銀メダルを獲得した（200m個人メドレー決勝では2分04秒62の短水路アメリカ新記録を樹立）。リレーは2種目に出場し、4×200mフリーリレーでは決勝で第3泳を務め銀メダル獲得に貢献、4×100mメドレーリレーでは予選で第2泳（平泳ぎ）を務めて決勝進出に貢献し、金メダルを獲得した（予選のみの出場）。

### 2019年世界選手権
2017年7月、光州で開催された世界選手権に出場。200m個人メドレーでは3大会連続の決勝に進出したが、50mと100m地点で6位、150m地点で5位、最後の50mで順位を1つ上げるも最後までメダル圏内に浮上することができず、ホッスー・カティンカ（2分07秒53）、葉詩文（2分08秒60）、シドニー・ピクレム（2分08秒70）に次ぐ4位でメダルに0秒21届かなかった。4×200mフリーリレーでは第3泳を務めると、決勝を1分55秒81で泳ぎ1位をキープしたまま第4泳へ引き継ぎ、第1泳シモーネ・マニュエル（1分56秒09）、第2泳ケイティ・レデッキー（1分54秒61）、第4泳ケイティ・マクフラリン（1分55秒36）と共に7分41秒87のアメリカ大陸新記録を樹立。これは2009年に中国が樹立した従来の世界記録（7分42秒08）を上回るものだったが、オーストラリアがアメリカの記録を0秒37上回る7分41秒50をマークしたため銀メダルに終わった。4×100mメドレーリレーでは予選で第2泳（平泳ぎ）を務め、第2泳者の中で予選最速の1分06秒40で泳ぎ決勝進出に貢献した。決勝での出番はなかったが、アメリカは金メダルを獲得したため予選を泳いだマーガリスもメダルを手にした。

### 2019年ISL
2019年10月、インディアナポリスで開催されたISL･第1戦に出場。200m個人メドレーにおいて、自身の持つ短水路アメリカ記録（2分04秒62）を更新する2分04秒18をマークした。これによりジュリア・スミットのアメリカ最速記録（2分04秒60）も塗り替えた。
同年11月、カレッジパークで開催されたISL・第5戦に出場。400m個人メドレーにおいて、ケイトリン・レベレンズの持つ短水路アメリカ記録（4分24秒62、2011年）を塗り替える4分24秒46をマークした。なおこの種目でのアメリカ最速記録は200m個人メドレーと同様、ジュリア・スミットが2009年12月のデュエル・イン・ザ・プールで高速水着を着用してマークした4分21秒04となっている。
同年12月、ラスベガスで開催されたISL･決勝大会に出場。400m個人メドレーにおいて、自身の持つ短水路アメリカ記録（4分24秒46）を更新する4分24秒15をマークした。この短水路アメリカ記録は2024年にケーティ・グリムズによって4分20秒14に塗り替えられた。

### 2020年TYRプロスイム
2020年3月、デモインで開催されたTYRプロスイムシリーズ・第3戦に出場。400m個人メドレーで自己ベストを約3秒縮める4分32秒53をマークし、ケイティ・ホフ（4分31秒12、2008年）、マヤ・ディラード（4分31秒15、2016年）、エリザベス・ベイセル（4分31秒27、2012年）に次ぐアメリカ歴代4位に名を連ねた。2016年リオデジャネイロオリンピックのマヤ・ディラード以降でアメリカ最速の記録を出したことにより、東京オリンピックアメリカ代表入りはもちろん東京オリンピックのメダル有力候補になったが、これから数週間後に東京オリンピックは新型コロナウイルス感染症の世界的流行による1年延期が決定した。なお、この時の記録は最終的に2020年世界ランク1位の記録となった。

### 2020年ISL
2020年10-11月、ブダペストでの集中開催となったISLに出場。第1戦の200m個人メドレーにおいて、自身の持つ短水路アメリカ記録（2分04秒18）を更新する2分04秒06をマークした。第4戦では100m個人メドレーにおいて、ケイティ・マイリの持つ短水路アメリカ記録（58秒02、2006年）を塗り替える57秒94をマークし、58秒の壁を破る初のアメリカ選手となった。なお、100m個人メドレーの短水路アメリカ記録は2021年にベアタ・ネルソンによって57秒90に、200m個人メドレーの短水路アメリカ記録は2022年にケイト・ダグラスによって2分02秒12にそれぞれ塗り替えられた。

### 2021年全米オリンピック選考会
2021年6月、オマハで開催された全米オリンピック選考会に出場。400m個人メドレーには出場選手中最速ベストの4分32秒53（2020年）、今季世界ランク3位・アメリカ最速の4分35秒18の記録を持つ優勝候補として出場すると、楽々と予選を3位で突破した。迎えた決勝ではバタフライと背泳ぎを終えた時点で4位だったが、得意の平泳ぎで2位まで浮上し、最後の自由型では50mを1位で折り返した。しかし、残りの50mでエマ・ワイアント（4分33秒81）とハリ・フリッキンガー（4分33秒96）にかわされ3位（4分34秒08）に終わり、わずかの差で2位以内を逃した。オリンピック出場の望みをかけ臨んだ200m個人メドレーは決勝には進んだものの2分11秒77の6位に終わり、東京オリンピックアメリカ代表の座を掴み取ることはできなかった。

### 2022年以降
2022年、4月の全米国際チーム選考会の200m自由形で予選14位（大会にはこの1種目のみ出場）に終わった後にエリート競泳選手のキャリアを終え、ジョージア工科大学のアシスタントコーチに就任した。なお、マーガリスは現時点でレースに出場する予定がないだけで、完全に選手のキャリアを終えたわけではないという。
2023年、南メソジスト大学のアシスタントコーチに就任した。

## 人物
- 好きな色は紫、好きな食べ物はピザ[41]。

## 家族
- 10歳年上の兄ロバート、8歳年上の姉ステファニーも優秀な競泳選手。ロバートも個人メドレーがメインの選手で、マイケル・フェルプスとライアン・ロクテに阻まれオリンピック代表にこそなることはできなかったが、世界選手権や世界短水路選手権など多くの国際大会でアメリカを代表した[42]。ステファニーはクリアウォーター高校(Clearwater High School)時代に200y自由形で1度、500y自由形で2度のフロリダ州チャンピオンに輝き[7][43]、高校卒業後はサウスカロライナ大学で競技した[44]。
- 夫はジョージア大学の元チームメートで世界的競泳選手のニック・フィンク。2022年に結婚した[40]。フィンクは2024年パリオリンピックで自身初のオリンピックメダルを獲得したが、マーガリスは第1子を妊娠中で出産予定日まで2カ月を切っていたためパリに渡航することができなかった[45]。

## 成績

### 主要国際大会
世界水泳連盟のウェブサイト参照
| 年                 | 大会                   | 場所               | 種目                 | 結果               | 記録               | 泳順               | 備考               |
| アメリカ合衆国代表 | アメリカ合衆国代表     | アメリカ合衆国代表 | アメリカ合衆国代表   | アメリカ合衆国代表 | アメリカ合衆国代表 | アメリカ合衆国代表 | アメリカ合衆国代表 |
| ------------------ | ---------------------- | ------------------ | -------------------- | ------------------ | ------------------ | ------------------ | ------------------ |
| 2012               | 世界短水路選手権       | イスタンブール     | 100m個人メドレー     | 準決勝9位          | 1分00秒12          |                    |                    |
| 2012               | 世界短水路選手権       | イスタンブール     | 200m個人メドレー     | 6位                | 2分08秒63          |                    |                    |
| 2013               | ユニバーシアード       | カザン             | 200m個人メドレー     | 銅メダル           | 2分12秒96          |                    |                    |
| 2013               | ユニバーシアード       | カザン             | 4x200mフリーリレー   | 予選1位            | 8分00秒74          | 2泳                | [ 注釈 2 ]         |
| 2014               | パンパシフィック選手権 | ゴールドコースト   | 200m自由形           | 予選13位           | 1分59秒60          |                    |                    |
| 2014               | パンパシフィック選手権 | ゴールドコースト   | 200m個人メドレー     | B決勝1位           | 2分11秒42          |                    |                    |
| 2014               | パンパシフィック選手権 | ゴールドコースト   | 400m個人メドレー     | B決勝4位           | 4分40秒94          |                    |                    |
| 2014               | 世界短水路選手権       | ドーハ             | 100m平泳ぎ           | 予選16位           | 1分06秒13          |                    |                    |
| 2014               | 世界短水路選手権       | ドーハ             | 200m平泳ぎ           | 予選23位           | 2分23秒74          |                    |                    |
| 2014               | 世界短水路選手権       | ドーハ             | 100m個人メドレー     | 6位                | 58秒86             |                    |                    |
| 2014               | 世界短水路選手権       | ドーハ             | 200m個人メドレー     | 銅メダル           | 2分06秒68          |                    |                    |
| 2015               | 世界選手権             | カザン             | 200m個人メドレー     | 7位                | 2分10秒41          |                    |                    |
| 2016               | オリンピック           | リオデジャネイロ   | 200m個人メドレー     | 4位                | 2分09秒21          |                    |                    |
| 2016               | オリンピック           | リオデジャネイロ   | 4x200mフリーリレー   | 予選1位            | 7分47秒77          | 3泳                | [ 注釈 3 ]         |
| 2017               | 世界選手権             | ブダペスト         | 200m個人メドレー     | 4位                | 2分09秒82          |                    |                    |
| 2017               | 世界選手権             | ブダペスト         | 4x200mフリーリレー   | 金メダル           | 7分43秒39          | 3泳                |                    |
| 2018               | パンパシフィック選手権 | 東京               | 200m平泳ぎ           | B決勝4位           | 2分27秒58          |                    |                    |
| 2018               | パンパシフィック選手権 | 東京               | 200m個人メドレー     | 5位                | 2分10秒67          |                    |                    |
| 2018               | パンパシフィック選手権 | 東京               | 400m個人メドレー     | 銀メダル           | 4分35秒60          |                    |                    |
| 2018               | 世界短水路選手権       | 杭州               | 100m個人メドレー     | 4位                | 58秒32             |                    |                    |
| 2018               | 世界短水路選手権       | 杭州               | 200m個人メドレー     | 銀メダル           | 2分04秒62          |                    | アメリカ記録       |
| 2018               | 世界短水路選手権       | 杭州               | 400m個人メドレー     | 銀メダル           | 4分25秒84          |                    |                    |
| 2018               | 世界短水路選手権       | 杭州               | 4x200mフリーリレー   | 銀メダル           | 7分35秒30          | 3泳                |                    |
| 2018               | 世界短水路選手権       | 杭州               | 4x100mメドレーリレー | 予選1位            | 3分50秒73          | 2泳                | [ 注釈 4 ]         |
| 2019               | 世界選手権             | 光州               | 200m個人メドレー     | 4位                | 2分08秒91          |                    |                    |
| 2019               | 世界選手権             | 光州               | 4x200mフリーリレー   | 銀メダル           | 7分41秒87          | 3泳                | アメリカ大陸記録   |
| 2019               | 世界選手権             | 光州               | 4x100mメドレーリレー | 予選1位            | 3分55秒39          | 2泳                | [ 注釈 5 ]         |
| 2021               | 世界短水路選手権       | アブダビ           | 200m平泳ぎ           | 予選13位           | 2分22秒57          |                    |                    |
| 2021               | 世界短水路選手権       | アブダビ           | 100m個人メドレー     | 7位                | 59秒10             |                    |                    |
| 2021               | 世界短水路選手権       | アブダビ           | 200m個人メドレー     | 4位                | 2分06秒02          |                    |                    |
| 2021               | 世界短水路選手権       | アブダビ           | 400m個人メドレー     | 銅メダル           | 4分26秒63          |                    |                    |
| 2021               | 世界短水路選手権       | アブダビ           | 4x200mフリーリレー   | 銀メダル           | 7分36秒53          | 3泳                |                    |

### 全米オリンピック選考会
| 年   | 場所   | 種目             | 結果      | 記録      | 備考     | 脚注   |
| ---- | ------ | ---------------- | --------- | --------- | -------- | ------ |
| 2008 | オマハ | 400m自由形       | 予選69位  | 4分21秒24 |          | [ 47 ] |
| 2008 | オマハ | 200m個人メドレー | 予選69位  | 2分20秒02 |          | [ 47 ] |
| 2012 | オマハ | 100m平泳ぎ       | 予選35位  | 1分10秒72 |          | [ 48 ] |
| 2012 | オマハ | 200m平泳ぎ       | 予選26位  | 2分31秒97 |          | [ 48 ] |
| 2012 | オマハ | 200m個人メドレー | 予選失格  | DSQ       |          | [ 48 ] |
| 2012 | オマハ | 400m個人メドレー | 予選34位  | 4分51秒83 |          | [ 48 ] |
| 2016 | オマハ | 200m自由形       | 6位       | 1分57秒65 |          | [ 11 ] |
| 2016 | オマハ | 100m平泳ぎ       | 準決勝7位 | 1分07秒49 | 決勝棄権 | [ 11 ] |
| 2016 | オマハ | 200m平泳ぎ       | 5位       | 2分26秒92 |          | [ 11 ] |
| 2016 | オマハ | 200m個人メドレー | 銀メダル  | 2分10秒11 |          | [ 11 ] |
| 2021 | オマハ | 200m個人メドレー | 6位       | 2分11秒77 |          | [ 38 ] |
| 2021 | オマハ | 400m個人メドレー | 銅メダル  | 4分34秒08 |          | [ 38 ] |

### 大学の主要大会
yはヤードを意味する。全て短水路の記録。
| 年             | 大会           | 場所                 | 種目                 | 結果           | 記録           | 泳順           | 備考           | 脚注           |
| ジョージア大学 | ジョージア大学 | ジョージア大学       | ジョージア大学       | ジョージア大学 | ジョージア大学 | ジョージア大学 | ジョージア大学 | ジョージア大学 |
| -------------- | -------------- | -------------------- | -------------------- | -------------- | -------------- | -------------- | -------------- | -------------- |
| 2011           | SEC選手権      | ゲインズビル         | 200y平泳ぎ           | 銅メダル       | 2分10秒64      |                |                | [ 49 ]         |
| 2011           | SEC選手権      | ゲインズビル         | 200y個人メドレー     | 銀メダル       | 1分56秒27      |                |                | [ 49 ]         |
| 2011           | SEC選手権      | ゲインズビル         | 400y個人メドレー     | 銀メダル       | 4分05秒65      |                |                | [ 49 ]         |
| 2011           | SEC選手権      | ゲインズビル         | 4x200yフリーリレー   | 金メダル       | 6分53秒58      | 3泳            | アメリカ記録   | [ 49 ]         |
| 2011           | SEC選手権      | ゲインズビル         | 4x100yメドレーリレー | 4位            | 3分34秒28      | 2泳            |                | [ 49 ]         |
| 2011           | NCAA選手権     | オースティン         | 200y平泳ぎ           | 予選34位       | 2分12秒69      |                |                | [ 50 ]         |
| 2011           | NCAA選手権     | オースティン         | 200y個人メドレー     | 6位            | 1分55秒42      |                |                | [ 50 ]         |
| 2011           | NCAA選手権     | オースティン         | 400y個人メドレー     | B決勝1位       | 4分06秒21      |                |                | [ 50 ]         |
| 2011           | NCAA選手権     | オースティン         | 4x100yフリーリレー   | 金メダル       | 3分11秒03      | 3泳            | アメリカ記録   | [ 50 ]         |
| 2012           | SEC選手権      | ノックスビル         | 200y平泳ぎ           | 4位            | 2分10秒05      |                |                | [ 51 ]         |
| 2012           | SEC選手権      | ノックスビル         | 200y個人メドレー     | 銀メダル       | 1分55秒78      |                |                | [ 51 ]         |
| 2012           | SEC選手権      | ノックスビル         | 400y個人メドレー     | 銀メダル       | 4分05秒88      |                |                | [ 51 ]         |
| 2012           | SEC選手権      | ノックスビル         | 4x100yフリーリレー   | 銀メダル       | 3分13秒52      | 3泳            |                | [ 51 ]         |
| 2012           | SEC選手権      | ノックスビル         | 4x200yフリーリレー   | 金メダル       | 6分57秒09      | 2泳            |                | [ 51 ]         |
| 2012           | NCAA選手権     | オーバーン           | 200y平泳ぎ           | B決勝3位       | 2分09秒31      |                |                | [ 52 ]         |
| 2012           | NCAA選手権     | オーバーン           | 200y個人メドレー     | 6位            | 1分55秒10      |                |                | [ 52 ]         |
| 2012           | NCAA選手権     | オーバーン           | 400y個人メドレー     | B決勝2位       | 4分05秒89      |                |                | [ 52 ]         |
| 2012           | NCAA選手権     | オーバーン           | 4x100yフリーリレー   | 銅メダル       | 3分11秒56      | 3泳            |                | [ 52 ]         |
| 2013           | SEC選手権      | カレッジステーション | 100y平泳ぎ           | 4位            | 59秒73         |                |                | [ 53 ]         |
| 2013           | SEC選手権      | カレッジステーション | 200y平泳ぎ           | 4位            | 2分09秒15      |                |                | [ 53 ]         |
| 2013           | SEC選手権      | カレッジステーション | 200y個人メドレー     | 金メダル       | 1分54秒55      |                | 大会記録       | [ 53 ]         |
| 2013           | SEC選手権      | カレッジステーション | 4x50yメドレーリレー  | 7位            | 1分37秒90      | 2泳            |                | [ 53 ]         |
| 2013           | SEC選手権      | カレッジステーション | 4x100yメドレーリレー | 銀メダル       | 3分31秒34      | 2泳            |                | [ 53 ]         |
| 2013           | NCAA選手権     | インディアナポリス   | 200y平泳ぎ           | B決勝3位       | 2分08秒60      |                |                | [ 54 ]         |
| 2013           | NCAA選手権     | インディアナポリス   | 200y個人メドレー     | 6位            | 1分54秒71      |                |                | [ 54 ]         |
| 2013           | NCAA選手権     | インディアナポリス   | 400y個人メドレー     | 7位            | 4分05秒36      |                |                | [ 54 ]         |
| 2013           | NCAA選手権     | インディアナポリス   | 4x50yメドレーリレー  | 予選16位       | 1分38秒34      | 2泳            | [ 注釈 6 ]     | [ 54 ]         |
| 2013           | NCAA選手権     | インディアナポリス   | 4x100yメドレーリレー | 6位            | 3分30秒90      | 2泳            |                | [ 54 ]         |
| 2014           | SEC選手権      | アセンズ             | 200y平泳ぎ           | 銀メダル       | 2分06秒23      |                |                | [ 55 ]         |
| 2014           | SEC選手権      | アセンズ             | 200y個人メドレー     | 金メダル       | 1分52秒87      |                | 大会記録       | [ 55 ]         |
| 2014           | SEC選手権      | アセンズ             | 400y個人メドレー     | 銀メダル       | 3分59秒85      |                |                | [ 55 ]         |
| 2014           | SEC選手権      | アセンズ             | 4x200yフリーリレー   | 金メダル       | 6分53秒04      | 3泳            |                | [ 55 ]         |
| 2014           | SEC選手権      | アセンズ             | 4x50yメドレーリレー  | 金メダル       | 1分35秒52      | 2泳            |                | [ 55 ]         |
| 2014           | SEC選手権      | アセンズ             | 4x100yメドレーリレー | 銀メダル       | 3分29秒87      | 2泳            |                | [ 55 ]         |
| 2014           | NCAA選手権     | ミネアポリス         | 200y平泳ぎ           | 4位            | 2分06秒40      |                |                | [ 56 ]         |
| 2014           | NCAA選手権     | ミネアポリス         | 200y個人メドレー     | 銀メダル       | 1分52秒64      |                |                | [ 56 ]         |
| 2014           | NCAA選手権     | ミネアポリス         | 400y個人メドレー     | 銅メダル       | 4分00秒30      |                |                | [ 56 ]         |
| 2014           | NCAA選手権     | ミネアポリス         | 4x100yフリーリレー   | 4位            | 3分12秒09      | 2泳            |                | [ 56 ]         |
| 2014           | NCAA選手権     | ミネアポリス         | 4x50yメドレーリレー  | 5位            | 1分35秒98      | 2泳            |                | [ 56 ]         |
| 2014           | NCAA選手権     | ミネアポリス         | 4x100yメドレーリレー | 銅メダル       | 3分29秒43      | 2泳            |                | [ 56 ]         |

## 記録

### 樹立したアメリカ記録
| 水路   | 種目               | 記録      | 泳順 | 日付           | 大会             | 場所               | 脚注   |
| ------ | ------------------ | --------- | ---- | -------------- | ---------------- | ------------------ | ------ |
| 短水路 | 4x200yフリーリレー | 6分53秒58 | 3泳  | 2011年2月15日  | SEC選手権        | ゲインズビル       | [ 9 ]  |
| 短水路 | 4x100yフリーリレー | 3分11秒03 | 3泳  | 2011年3月19日  | NCAA選手権       | オースティン       | [ 8 ]  |
| 短水路 | 200m個人メドレー   | 2分04秒65 |      | 2018年10月6日  | ワールドカップ   | ブダペスト         | [ 17 ] |
| 短水路 | 200m個人メドレー   | 2分04秒62 |      | 2018年12月15日 | 世界短水路選手権 | 杭州               | [ 17 ] |
| 長水路 | 4x200mフリーリレー | 7分41秒87 | 3泳  | 2019年7月25日  | 世界選手権       | 光州               | [ 21 ] |
| 短水路 | 200m個人メドレー   | 2分04秒18 |      | 2019年10月6日  | ISL              | インディアナポリス | [ 24 ] |
| 短水路 | 400m個人メドレー   | 4分24秒46 |      | 2019年11月16日 | ISL              | カレッジパーク     | [ 25 ] |
| 短水路 | 400m個人メドレー   | 4分24秒15 |      | 2019年12月20日 | ISL              | ラスベガス         | [ 26 ] |
| 短水路 | 200m個人メドレー   | 2分04秒06 |      | 2020年10月16日 | ISL              | ブダペスト         | [ 32 ] |
| 短水路 | 100m個人メドレー   | 57秒94    |      | 2020年10月27日 | ISL              | ブダペスト         | [ 33 ] |

### 自己ベスト
SwimRankings.net参照

#### 長水路
| 種目             | 記録      | 日付          | 大会           | 場所               | 備考 |
| ---------------- | --------- | ------------- | -------------- | ------------------ | ---- |
| 100m自由形       | 55秒23    | 2020年3月5日  | TYRプロスイム  | デモイン           |      |
| 200m自由形       | 1分56秒58 | 2017年7月27日 | 世界選手権     | ブダペスト         |      |
| 50m平泳ぎ        | 31秒44    | 2015年8月12日 | ワールドカップ | モスクワ           |      |
| 100m平泳ぎ       | 1分07秒20 | 2019年3月7日  | TYRプロスイム  | デモイン           |      |
| 200m平泳ぎ       | 2分24秒62 | 2018年5月17日 | TYRプロスイム  | インディアナポリス |      |
| 200m個人メドレー | 2分08秒70 | 2017年7月23日 | 世界選手権     | ブダペスト         |      |
| 400m個人メドレー | 4分32秒53 | 2020年3月6日  | TYRプロスイム  | デモイン           |      |

#### 短水路
| 種目             | 記録      | 日付           | 大会                       | 場所               | 備考           |
| ---------------- | --------- | -------------- | -------------------------- | ------------------ | -------------- |
| 100m自由形       | 56秒03    | 2017年8月12日  | ワールドカップ             | アイントホーフェン |                |
| 200m自由形       | 1分53秒57 | 2018年10月5日  | ワールドカップ             | ブダペスト         |                |
| 50m平泳ぎ        | 30秒68    | 2017年8月12日  | ワールドカップ             | アイントホーフェン |                |
| 100m平泳ぎ       | 1分05秒27 | 2017年8月11日  | ワールドカップ             | アイントホーフェン |                |
| 200m平泳ぎ       | 2分18秒35 | 2015年12月11日 | デュエル・イン・ザ・プール | インディアナポリス |                |
| 100m個人メドレー | 57秒94    | 2020年10月27日 | ISL                        | ブダペスト         | 元アメリカ記録 |
| 200m個人メドレー | 2分04秒06 | 2020年10月16日 | ISL                        | ブダペスト         | 元アメリカ記録 |
| 400m個人メドレー | 4分24秒15 | 2019年12月20日 | ISL                        | ラスベガス         | 元アメリカ記録 |

## コーチ歴
- ジョージア工科大学アシスタントコーチ（2022年 - 2023年）
- 南メソジスト大学アシスタントコーチ（2023年 - 現在）